# 千峰街道
千峰街道，是中华人民共和国山西省太原市万柏林区下辖的一个乡镇级行政单位。

## 行政区划
千峰街道下辖以下地区：
公园路社区、理工大东社区、理工大西社区、迎泽南社区、迎泽北社区、瓦窑社区、移村社区和前北屯社区。